# Harald 2.
 Denne artikel bør gennemlæses af en person med fagkendskab for at sikre den faglige korrekthed.

 Der er flere personer med dette navn, se Harald 2. (flertydig).
Harald 2. eller Harald Svendsen (alternativt Harald Svenssøn, Harald Svensen, Harald Svendssøn eller Harald 4.; død senest 1018) var konge af Danmark fra 1014 til ca. 1018. Han var søn af Svend 1. Tveskæg.

Han blev konge i Danmark efter sin far efter at have været regent i landet siden 1013.

Han ydede støtte til sin bror Knud, da denne ønskede at udruste en større krigflåde med henblik på at generobre England og det er tillige muligt, at han selv deltog i en del af krigstogtet mod England.

Hans regeringsperiode som dansk konge blev af ca. 3-4 års varighed, og da der ikke kendes nogle børn af Harald 2. blev han efterfulgt som dansk konge af sin bror Knud.

Han er i adskillige fremstillinger gennem årene blevet fremstillet som en konge, om hvem man ikke vidste så meget, men en sådan karakteristik bygger nok snarere på udeladelser i en række tidligere kilder end på et egentligt manglende grundlag for at kunne portrættere denne konge og hans regeringstid.

## Familie og opvækst
Harald var yngste søn af danerkongen Svend Tveskæg og dennes hustru Gunhild af Polen.

Foruden broderen Knud havde Harald også et antal søstre, dog for de flestes vedkommende nok halvsøstre, da Harald og Knuds far fik børn med flere forskellige kvinder. Den kendteste af søstrene var Estrid. Da faderen Svend døde, blev den ældste broder Knud værge for Estrid, og det lader til, at han kortvarigt i begyndelsen af Haralds regeringstid fra 1014 til 1015 fik hende bortgiftet med en russisk prins (som altså døde i 1015), en søn af Vladimir 1. den Store af Rusland. Alle regenter i Danmark efter 1047 nedstammer i øvrigt fra Estrid (gennem hendes senere ægteskab med Ulf jarl), der blev den af Haralds søskende, der levede længst.

Ingen kilder siger noget om, at Harald skulle have været gift.
Vi kender ikke noget præcist til Haralds fødselsår (eller fødested), ligesom vi heller ikke kender til alderen ved hans død. På denne baggrund er der derfor gennem tiden kommet flere bud på, hvornår Harald kunne være født og de mest gængse af disse bud strækker sig fra ca. år 989 til ca. år 998. Om hans broder Knud ved vi dog lidt bedre besked. Han døde nemlig i 1035 og efter kildernes angivelser var han "fyrre år" (ifølge nogle kilder) eller "næppe fyldt fyrre år" (ifølge andre). Ud fra det må Knud være født i 995 eller 996. Da Harald var yngre end Knud, indsnævrer dette Haralds mulige fødselsår til tiden ca. 996/97–998.

Om hans opvækst foreligger ingen oplysninger. Vi ved derfor ikke, om Harald voksede op hos forældrene eller om hans opvækst fandt sted hos fosterforældre, sådan som det ikke var ualmindeligt for fyrstelige børn på den tid. Enkelte steder angives det, at broderen Knud havde noget af sin opvækst i Jomsborg blandt de såkaldte Jomsvikinger, men for Haralds vedkommende foreligger ingen tilsvarende oplysninger andet end en enkelt generel bemærkning om, at han havde "herlige anlæg", hvilket jo kan referere såvel til hans opvækst som hans manddom.

## Navn
Skønt Harald var den yngste af Svends sønner, var det ham, og ikke broderen Knud, der var opkaldt efter farfaderen Harald (Blåtand). Farfaderen på sin side havde muligvis navnet Harald efter sin morfar (ifølge visse kilder), og hvis dette er tilfældet, er der altså tale om et navn, der har været brugt regelmæssigt i familien i det 9.-11. århundrede (og tillige i det 12. århundrede).

Når Harald i eftertiden omtales som "den anden" i kongerækken, forstås det som, at han almindeligvis antages som værende den anden Harald i kongerækken siden Gorm den Gamles far Hardeknud (Haralds tipoldefar) regerede. Nummereringen af kongerne i den danske kongerække begynder traditionelt med ham (i hvert fald i det meste af den historieskrivning, der har set dagens lys siden sidste del af det 19. århundrede), endskønt vi kender navne på adskillige nogenlunde sikre danske konger helt op til 200 år før Hardeknuds tid. Af disse tidligt kendte konger er der én Harald, der nok regerede i det 8. århundrede og en anden Harald, der regerede ved flere lejligheder i det 9. århundrede. Tælles disse tidlige Haralder med i kongerækken, indebærer det, at Harald 2. faktisk ender som Harald 4. (blandt de historisk kendte danske konger). De næste Haralder på den danske trone bliver Harald 2.'s søstersøns søn, Harald Hén (konge 1076-80) og derefter Harald Héns nevø Harald Kesja (rigsforstander 1103-1104, konge i Jylland 1134-1135). Efter 1180'erne glider brugen af navnet Harald ud af kongefamilien for først at blive genoptaget i 1876 med fødslen og navngivningen af Prins Harald.

## Regent
Den første sikre underretning, vi får om Svend Tveskægs yngste søn, er, at da Svend Tveskæg i 1013 udbød leding og stod over Nordsøen for at erobre England, gjorde han sønnen Harald til regent i sit fravær. Han efterlod dog et antal betroede stormænd som beskyttere og rådgivere for Harald.

## Konge af Danmark
Ved Svend Tveskægs død i februar 1014, efter blot 40 dage som engelsk konge, valgte hans mænd (i England) sønnen Knud til konge, men i Danmark kongehyldede stormændende broderen Harald. I England kaldte rigsrådet (Witenagemot (no)) dog den fordrevne kong Æthelred hjem, mens Knud blev erklæret for fredløs, og han måtte rejse til Danmark (1014) for at samle støtte. Hans broder Harald tog vel imod ham med broderlig respekt og hædersbevisninger. Ifølge nogle kilder anmodede Knud sin broder Harald om at få del i styret af Danmark, men Harald skal have afvist ham. Han skal dog have lovet Knud militær støtte og hjælp til at tilbageerobre England. Ifølge Encomium Emmae reginae lød Haralds svar til sin broder således (dansk oversættelse fra 1896):
| “ | Jeg glæder mig over din Ankomst, kære Broder, og er dig taknemlig, fordi du har besøgt mig; men det falder mig haardt at høre, hvad du Dér siger om Rigets Deling. Den Arvelod, som vor Fader med dit eget Bifald har overgivet mig, styrer jeg; men det gør mig ondt, at du har mistet din Arvelod, som var større end denne, og jeg er rede til at yde dig Hjælp, men mit Rige vil jeg ikke indlade mig paa at dele. | ” |

Faderen Svend Tveskæg var i første omgang blevet begravet i York. En engelsk kvinde frygtede dog, at den tilbagevendte engelske konge Æthelred II ville skænde kong Svends lig, så hun lod kongens lig opgrave og fragte over Nordsøen tilbage til Danmark, hvor brødrene Harald og Knud tog imod faderens lig og lod ham stede til hvile i Trefoldighedsklosteret, som Svend selv havde ladet opføre, og hvor han også havde udset sig sit gravsted.
I 1014 drog Harald sammen med sin bror Knud til Polen, for at hente deres mor Gunhild, der var blev forstødt af deres far Svend Tveskæg efter dennes giftermål med Sigrid Storråde, hjem til Danmark. De benyttede dog også togtet til Østersøen til mere militære og politiske formål, dels som en ekspedition med formål at svække et eller flere vendiske støttepunkter ved Østersøens sydkyst (og måske også for at sende et signal til Thorkild den Høje, der havde nogle af sine kerneinteresser i dette område), dels som en militær støtte til den danske koloni i Samland mod dennes rivaler og fjender.
I løbet af sommeren 1015 dukkede jarlen og hærføreren Thorkild den Høje op i Danmark, og skønt kilderne kun beskæftiger sig med Thorkilds forhold til Knud, så har han næppe fået lov til at gøre landgang i Danmark og blive modtaget med gæstebud uden Haralds samtykke. Det gensidige forhold mellem Thorkild på den ene side og Harald og Knud på den anden var på dette tidspunkt kompliceret, men uden en aftale og forsoning de tre imellem kunne Thorkild ikke regne sig sikker som jarl af Skåne, og Harald på sin side kunne have svært ved at vide, om han kunne regne Skåne som en trofast del af sit rige. Det vigtigste var dog, at Knud havde brug for Thorkild, hvis han skulle gøre sig håb om, at hans invasion af England skulle lykkes.
Sidst på sommeren 1015 var ledings- og krigsflåden klar til generobringen af England og Knud bistået af Thorkild drog afsted for at fuldføre sin fars arv og mission.
En enkelt kilde, Thietmar af Merseburg, angiver, at Harald selv var mødt frem med hjælp i 1016, da Knud stod for at belejre og indtage London fra kong Æthelred II, som dog i mellemtiden 'løste' situationen ved at afgå ved døden.
I 1016 eller 1017 blev Knud den Store tillige med sin broder Harald samt et antal andre personer indskrevet som medlemmer af broderskabet ved Kristkirken i Canterbury. Hvis ikke dette alene skal tages som en ren hædersbevisning mod sin broder fra Knuds side, så kunne denne oplysning tyde på, at Harald for en tid rent faktisk befandt sig i England.

### Udenrigsforhold
Haralds udenrigspolitiske fokus i sin regeringstid ser mest ud til at have været vendt mod den sydlige del af Østersøområdet og mod England. Harald ser ikke ud til at have haft væsentlige problemer med sin sydlige nabo Tyskland, idet den tysk-romerske kejser på den tid, Henrik 2., havde sin fokus på andre områder af Europa. I 1014 var kejseren i Italien og i 1014-1015 var hans overvejende politiske bekymringer de italienske forhold. I årene 1015-1018 var Henrik 2. engageret i den tredje tysk-polske krig.

### Administration og økonomi
Hvem der fungerede som rigsstyrer i Danmark, de gange Harald var ude af landet, er ikke klart, men nogle af de betroede stormænd fra 1013-14 har givetvis også kunne udfylde en sådan opgave i årene derefter.
Kirkeligt hørte den danske kirke på Haralds tid under Ærkebispedømmet Hamborg-Bremen, skønt Haralds far Svend Tveskæg nu foretrak at alliere sig med ærkebiskoppen af Canterbury fremfor at lægge sig ind under det nordtyske ærkebispesæde. Fra Haralds tid kendes i hvert fald navnene på to af landets biskopper, nemlig Slesvigs biskop Ekkehard (eller Ezico (de)) af Oldenburg og Ribes biskop Odinkar den yngre, der muligvis var en nær slægtning til Harald. Skånes biskop Gotebald, som var blevet udpeget af Svend Tveskæg, kan dog godt have været biskop tillige under Harald.
Der er ikke påtruffet nogle danske mønter, der kan henregnes til Haralds korte regeringstid.

### Højhed over Norge
Harald havde formentlig også højhed over dele af Norge indtil 1015, hvor Olav II Haraldsson vendte tilbage til Norge og i løbet af kort tid sikrede sig magten i det meste af riget.

## Familieforhold og død
Der foreligger ingen oplysninger om kendte børn af Harald, men det kan dog ikke alene ud fra kildernes tavshed ganske afvises, at han kan have haft nogle.
Haralds forhold til broderen Knud og omvendt lader til at have været et forhold af gensidig respekt. Den eneste kurre på tråden vi hører om, er Knuds anmodning om del i styret af Danmark, men selv denne anmodning lader ikke til at have været årsag til nogen form for nag.

Florence af Worcester (en) fortæller et sted i sin krønike om, hvordan Knud i 1017 anmoder en englænder ved navn Æthelweard om at udføre en opgave, som vi i dag nok vil betegne som en udåd, og for at understrege sin holdning siger kongen til Æthelweard "du skal være mig kærere end min egen broder", såfremt han ville udføre denne opgave. Knud var gennemgående et magtmenneske, og der er intet i hans historie, der tyder på, at han holdt dem "kære", som han fik til at udføre forskellige former for "beskidt arbejde", men forholdet til familien var en anden sag, og der tyder kilderne på, at Knud faktisk holdt af og respekterede sin familie.
Der foreligger ingen oplysninger om, hvorvidt Haralds mor skulle have overlevet sin yngste søn eller ej. Sidst, vi hører om hende i kilderne, er i sommeren 1015, da Knud drog afsted mod England.
Harald II's dødsår kendes ikke med bestemthed, men han er senest død i 1018. Efter Haralds død blev hans bror Knud anerkendt som konge af Danmark (muligvis først fra 1019).
Der er ikke overleveret oplysninger om begravelsesstedet for Harald II.

## Eftermæle og erindring
Nok navnlig grundet, at hjemlige forfattere som Saxo og Sven Aggesen ikke nævner Harald i deres skrifter (og ej heller en ellers så ofte benyttet skribent som Adam af Bremen nævner Harald) og at vi ikke kender Haralds præcise dødsår, er Harald ofte blevet fremstillet som en konge, om hvem vi ikke ved særlig meget. Der er således heller aldrig udgivet en bog med hovedfokus kun på denne konge.
I 1646 udarbejdede Albert Haelwegh en serie portrætter af alle danske konger fra sagnkongen Dan og frem til Christian IV samlet i værket Regum Daniæ icones. Her gengives muligvis for første gang et portræt af Harald II (konge nr. 68 i denne serie), men den angivne regeringslængde og det angivne dødsår afviger dog en del fra, hvad vi nu ved om denne Harald (egentlig er der vist bare tale om et tilfælde af sjusk, Harald II er blevet udstyret med den samme regeringslængde og det samme dødsår som sin farfar Harald Blåtand). Ser man på en række af de yderligere portrætfremstillinger af de danske konger, der blev udgivet i det 17. og 18. århundrede, så bliver indtrykket, at Harald II helt mangler i henved halvdelen af disse portrætsamlinger og levnedsbeskrivelser, så udfordringen med at få Harald II fast indplaceret på sin rette plads i kongerækken havde endnu ikke på dette tidspunkt fundet en klar og endelig løsning.

Den store danske historiker P. F. Suhm nævner godt nok Harald nogle gange i sin Historie af Danmark, men han tildeler dog ikke Harald et egentligt selvstændigt afsnit i værket, men omtaler ham derimod i passager i afsnittet om Knud den Store – og det har nok været Haralds skæbne langt op i historien, at blive stedmoderligt behandlet på bekostning af sin langt mere berømte bror.

I sit noget skæve causeri over de danske regenter fra 2005, Fra Gorm til Margrethe, foreslog Carsten Overskov ligefrem, at man kunne kalde Harald 2. for "Harald den Glemte".

## Anetavle
| \| \| \| \| \| \| \| \| \| \| \| \| \| \| \| \| \| \| \| \| Hardeknud[35] \| \| \| \| \| \| \| \| \| \| \| \| \| \| \| \| \| \| \| \| \| \| \| \| \| \| \| \| \| \| \| \| \| \| \| \| \| \| \| \| \| \| \| \| \| \| \| \| \| \| \| \| \| \| Gorm den Gamle \| \| \| \| \| \| \| \| \| \| \| \| \| \| \| \| \| \| \| \| \| \| \| \| \| \| \| \| \| \| \| \| \| \| \| \| \| \| \| \| \| \| \| \| \| \| \| \| \| \| \| \| \| \| Knud Danaast \| \| \| \| \| \| \| \| \| \| \| \| \| \| \| \| \| \| \| \| \| \| \| \| \| \| \| \| \| \| \| \| \| \| \| \| \| \| \| \| \| \| \| \| \| \| \| \| \| \| \| \| \| \| (Harald ?) \| \| \| \| \| \| \| \| \| \| \| \| \| \| \| \| \| \| \| \| \| \| \| \| \| \| \| \| \| \| \| \| \| \| \| \| \| \| \| \| \| \| \| \| \| \| \| \| \| \| \| \| \| \| Thyra Dannebod \| \| \| \| \| \| \| \| \| \| \| \| \| \| \| \| \| \| \| \| \| \| \| \| \| \| \| \| \| \| \| \| \| \| \| \| \| \| \| \| \| \| \| \| \| \| \| \| \| \| \| \| \| \| Svend Tveskæg \| \| \| \| \| \| \| \| \| \| \| \| \| \| \| \| \| \| \| \| \| \| \| \| \| \| \| \| \| \| \| \| \| \| \| \| \| \| \| \| \| \| \| \| \| \| \| \| \| \| \| \| \| \| (Nakon (de) ?) \| \| \| \| \| \| \| \| \| \| \| \| \| \| \| \| \| \| \| \| \| \| \| \| \| \| \| \| \| \| \| \| \| \| \| \| \| \| \| \| \| \| \| \| \| \| \| \| \| \| \| \| \| \| Mistivoj \| \| \| \| \| \| \| \| \| \| \| \| \| \| \| \| \| \| \| \| \| \| \| \| \| \| \| \| \| \| \| \| \| \| \| \| \| \| \| \| \| \| \| \| \| \| \| \| \| \| \| \| \| \| Tove af Danmark?[36][fn 12] \| \| \| \| \| \| \| \| \| \| \| \| \| \| \| \| \| \| \| \| \| \| \| \| \| \| \| \| \| \| \| \| \| \| \| \| \| \| \| \| \| \| \| \| \| \| \| \| \| \| \| \| \| \| Harald 2. \| \| \| \| \| \| \| \| \| \| \| \| \| \| \| \| \| \| \| \| \| \| \| \| \| \| \| \| \| \| \| \| \| \| \| \| \| \| \| \| \| \| \| \| \| \| \| \| \| \| \| \| \| \| (Lestek (en) \| \| \| \| \| \| \| \| \| \| \| \| \| \| \| \| \| \| \| \| \| \| \| \| \| \| \| \| \| \| \| \| \| \| \| \| \| \| \| \| \| \| \| \| \| \| \| \| \| \| \| \| \| \| Siemomysł (sv) \| \| \| \| \| \| \| \| \| \| \| \| \| \| \| \| \| \| \| \| \| \| \| \| \| \| \| \| \| \| \| \| \| \| \| \| \| \| \| \| \| \| \| \| \| \| \| \| \| \| \| \| \| \| Mieszko 1. af Polen?[37] \| \| \| \| \| \| \| \| \| \| \| \| \| \| \| \| \| \| \| \| \| \| \| \| \| \| \| \| \| \| \| \| \| \| \| \| \| \| \| \| \| \| \| \| \| \| \| \| \| \| \| \| \| \| Gunhild af Polen[fn 13] \| \| \| \| \| \| \| \| \| \| \| \| \| \| \| \| \| \| \| \| \| \| \| \| \| \| \| \| \| \| \| \| \| \| \| \| \| \| \| \| \| \| \| \| \| \| \| \| \| \| \| \| |                      |  |  |  |  |  |  |  |  |  |  |  |  |  |  |  |
| |                      |  |  |  |  |  |  |  |  |  |  |  |  |  |  |  |
| | Hardeknud            |  |  |  |  |  |  |  |  |  |  |  |  |  |  |  |
| |                      |  |  |  |  |  |  |  |  |  |  |  |  |  |  |  |
| |                      |  |  |  |  |  |  |  |  |  |  |  |  |  |  |  |
| | Gorm den Gamle       |  |  |  |  |  |  |  |  |  |  |  |  |  |  |  |
| |                      |  |  |  |  |  |  |  |  |  |  |  |  |  |  |  |
| |                      |  |  |  |  |  |  |  |  |  |  |  |  |  |  |  |
| | Knud Danaast         |  |  |  |  |  |  |  |  |  |  |  |  |  |  |  |
| |                      |  |  |  |  |  |  |  |  |  |  |  |  |  |  |  |
| |                      |  |  |  |  |  |  |  |  |  |  |  |  |  |  |  |
| | (Harald ?)           |  |  |  |  |  |  |  |  |  |  |  |  |  |  |  |
| |                      |  |  |  |  |  |  |  |  |  |  |  |  |  |  |  |
| |                      |  |  |  |  |  |  |  |  |  |  |  |  |  |  |  |
| | Thyra Dannebod       |  |  |  |  |  |  |  |  |  |  |  |  |  |  |  |
| |                      |  |  |  |  |  |  |  |  |  |  |  |  |  |  |  |
| |                      |  |  |  |  |  |  |  |  |  |  |  |  |  |  |  |
| | Svend Tveskæg        |  |  |  |  |  |  |  |  |  |  |  |  |  |  |  |
| |                      |  |  |  |  |  |  |  |  |  |  |  |  |  |  |  |
| |                      |  |  |  |  |  |  |  |  |  |  |  |  |  |  |  |
| | (Nakon (de) ?)       |  |  |  |  |  |  |  |  |  |  |  |  |  |  |  |
| |                      |  |  |  |  |  |  |  |  |  |  |  |  |  |  |  |
| |                      |  |  |  |  |  |  |  |  |  |  |  |  |  |  |  |
| | Mistivoj             |  |  |  |  |  |  |  |  |  |  |  |  |  |  |  |
| |                      |  |  |  |  |  |  |  |  |  |  |  |  |  |  |  |
| |                      |  |  |  |  |  |  |  |  |  |  |  |  |  |  |  |
| | Tove af Danmark?     |  |  |  |  |  |  |  |  |  |  |  |  |  |  |  |
| |                      |  |  |  |  |  |  |  |  |  |  |  |  |  |  |  |
| |                      |  |  |  |  |  |  |  |  |  |  |  |  |  |  |  |
| | Harald 2.            |  |  |  |  |  |  |  |  |  |  |  |  |  |  |  |
| |                      |  |  |  |  |  |  |  |  |  |  |  |  |  |  |  |
| |                      |  |  |  |  |  |  |  |  |  |  |  |  |  |  |  |
| | (Lestek (en)         |  |  |  |  |  |  |  |  |  |  |  |  |  |  |  |
| |                      |  |  |  |  |  |  |  |  |  |  |  |  |  |  |  |
| |                      |  |  |  |  |  |  |  |  |  |  |  |  |  |  |  |
| | Siemomysł (sv)       |  |  |  |  |  |  |  |  |  |  |  |  |  |  |  |
| |                      |  |  |  |  |  |  |  |  |  |  |  |  |  |  |  |
| |                      |  |  |  |  |  |  |  |  |  |  |  |  |  |  |  |
| | Mieszko 1. af Polen? |  |  |  |  |  |  |  |  |  |  |  |  |  |  |  |
| |                      |  |  |  |  |  |  |  |  |  |  |  |  |  |  |  |
| |                      |  |  |  |  |  |  |  |  |  |  |  |  |  |  |  |
| | Gunhild af Polen     |  |  |  |  |  |  |  |  |  |  |  |  |  |  |  |
| |                      |  |  |  |  |  |  |  |  |  |  |  |  |  |  |  |
| |                      |  |  |  |  |  |  |  |  |  |  |  |  |  |  |  |

## Fodnoter
1. ↑  Saxo Grammaticus nævner ikke Harald med ét ord i sit værk, hvorfor man ikke kan søge efter oplysninger hos Saxo, der relaterer til Haralds opvækst. Knýtlingesaga nævner kun Harald ganske sporadisk og oplysningerne er meget upræcise (i denne angives f.eks. Knud at være blevet konge i en alder af blot 10 år, og broderen Harald skulle være død inden da uden at være blevet konge for noget som helst).
2. ↑  Muligvis er der tale om et kloster beliggende i Roskilde, men Lund og Hedeby har også været foreslået som stedet for klosterets beliggenhed.[19]
3. ↑  Er Thietmar tilforladelig på dette punkt, taler al sandsynlighed for, at Harald også var til stede i London, da Knud første gang kunne sætte sig på den engelske trone.
4. ↑  At Harald formelt blev indskrevet som medlem af broderskabet ved netop kirken i Canterbury sandsynliggør, at Harald har vedligeholdt sin faders gode forbindelser til netop denne kirke.
5. ↑  Store beløb fra faderens togter til og krigsførelse i England har dog tilflydt landet i årene forud for Haralds regering, så en selvstændig pengepolitik fra Haralds side har muligvis ikke været det først foreliggende problem, der krævede kongens initiativ?
6. ↑  I årene 1012-1015/16 var det ladejarlerne Svend jarl og hans nevø Håkon Eiriksson jarl, der var de egentlige magthavere i Norge, men under hvis formelle overhøjhed de styrede fra 1014 og frem fremgår ikke ubetinget klart. Selvom Harald 2. af mange ses som det bedste bud er det muligt, at dette spørgsmål ikke lader sig fastslå med absolut sikkerhed.
7. ↑  Hvis Harald opererede med nogen form for planer om at genvinde højheden over Norge, må det formodes, at et sådan projekt ikke ville kunne iværksættes før en tid efter (gen)erobringen af England var bragt til ende. Som følge af Haralds tidlige død hører vi intet om Haralds politiske ambitioner og planer for fremtiden.
8. ↑  Jeanette Varberg funderer dog i sin bog fra 2019 over, hvorvidt Haralds dødsfald kan være blevet kundgjort på landstinget i Viborg.[29]
9. ↑  I sidste tredjedel af det 20. århundrede blev der dog lavet et enkelt historiespeciale ved Københavns Universitet med fokus på en mulig nærmere bestemmelse af Harald 2.'s dødsår.[kilde mangler]
10. ↑  I "Regum Daniæ icones" fra 1646 udtrykkes det på vers på denne vis (1. halvdel af verset): I Danmarck jeg vel Konge bleff - Oc raade for det Rige - Men hvad for Manddom jeg bedreff - Ved ingen aff at sige.[30]
11. ↑  Denne tendens til at behandle "Harald den Glemte" overfladisk går helt op til 2010'erne, hvor bl.a. det store prestigeværk Danmarks kongegrave udkom i tre bind udgivet af Selskabet til Udgivelse af danske Mindesmærker og Museum Tusculanums Forlag. Heri tildeles Harald 2. to siders omtale, hvoraf den ene af disse to sider udgøres af et helsidesportræt, men i stedet for at indsætte et portræt af Harald 2. har man fået indsat et portræt af Harald 2.'s søstersønnesøn Harald 3. Hen, med en i sagens natur forkert billedtekst. Harald 2. er dog ikke den eneste konge i værket Danmarks kongegrave, der er blevet udstyret med et forkert portræt. Således gengives i afsnittet om Erik Emune (konge 1134-37) et portræt, der faktisk er et portræt af efterfølgeren søstersønnen Erik Lam, men i afsnittet om Erik Emune er der dog også givet plads til endnu et portræt, der utvivlsomt er tænkt som et portræt af denne konge - denne "gavmildhed" med to portrætter for samme konge er ikke overgået Harald 2., der altså således ikke er repræsenteret med sit eget portræt i værket.[9][34]
12. ↑  Adam af Bremen angiver Gunhild som Svend Tveskægs mor, mens Saxo angiver Gyritha som moderen (hvilket vist er en kronologisk umulighed). Tove er den egentlige moder.
13. ↑  Mieszko 1. af Polen var gift flere gange, men vi har ingen dokumentation for, hvem der kunne have været Haralds mormor.